# Cajanus trinervius
Cajanus trinervius är en ärtväxtart som först beskrevs av Dc., och fick sitt nu gällande namn av Laurentius Josephus Gerardus Jos van der Maesen. Cajanus trinervius ingår i släktet Cajanus och familjen ärtväxter. Inga underarter finns listade i Catalogue of Life.